# Irina Bazhénova
Irina Bazhénova –en ruso, Ирина Баженова– (6 de junio de 1978) es una deportista rusa que compitió en esgrima, especialista en la modalidad de sable.
Ganó dos medallas de oro en el Campeonato Mundial de Esgrima, en los años 2001 y 2002, y tres medallas en el Campeonato Europeo de Esgrima, en los años 2000 y 2002.

## Palmarés internacional
| Campeonato Mundial | Campeonato Mundial | Campeonato Mundial | Campeonato Mundial |
| Año                | Lugar              | Medalla            | Prueba             |
| ------------------ | ------------------ | ------------------ | ------------------ |
| 2001               | Nimes (Francia)    | Medalla de oro     | Sable por equipos  |
| 2002               | Lisboa (Portugal)  | Medalla de oro     | Sable por equipos  |
| Campeonato Europeo |                    |                    |                    |
| Año                | Lugar              | Medalla            | Prueba             |
| 2000               | Funchal (Portugal) | Medalla de oro     | Sable por equipos  |
| 2002               | Moscú (Rusia)      | Medalla de oro     | Sable por equipos  |
| 2002               | Moscú (Rusia)      | Medalla de bronce  | Sable individual   |